# Vite di Archimede

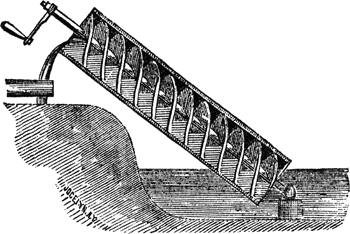
Vista in sezione di una vite di Archimede azionata manualmente per il sollevamento dell'acqua.

La vite idraulica di Archimede, detta anche còclea (dal latino cochlea, propriamente "chiocciola"), è un dispositivo elementare usato per sollevare un liquido (ad esempio acqua) o un materiale granulare (ad esempio sabbia, ghiaia o solidi frantumati) o per sfruttare l'energia cinetica associata alla discesa del fluido lungo tale dispositivo.
Sebbene si tratti in genere di una macchina operatrice in quanto per definizione assorbe energia per lo svolgimento di un lavoro che è quello di sollevare il fluido, in alcune applicazioni può essere utilizzata come macchina motrice e in questo caso si parla di turbina a vite (il liquido scorre nel tubo dall'alto verso il basso e il suo moto di discesa aziona la vite di Archimede mettendola in rotazione producendo energia cinetica che può essere raccolta per generare energia elettrica).

## Storia
La vite di Archimede è attribuita ad Archimede (287-212 a.C.) sulla base delle testimonianze di Diodoro Siculo e di Ateneo di Naucrati.
Recenti studi indicano però che essa potrebbe essere molto anteriore ad Archimede e che fosse utilizzata per irrigare i giardini pensili di Babilonia. Archimede, ad Alessandria d'Egitto per studi, avrebbe così importato in Italia tale strumento già conosciuto in area medio-orientale; la testimonianza di Ateneo potrebbe supportare questa teoria.

## Funzionamento

### Come macchina operatrice

Funzionamento della vite di Archimede come macchina operatrice.

L'uso più comune che se ne fa è come macchina operatrice per sollevare liquidi (tipicamente acqua, in impianti di irrigazione o nel drenaggio continuo dai polder) o materiali granulari (ad esempio per sollevare cereali e confinarli nei silo), ma anche fanghi. Si compone di una grande vite all'interno di un tubo la cui parte inferiore è immersa nel liquido o nel materiale granulare da sollevare. Attraverso la rotazione della vite si raccoglie una certa quantità di materiale che per ogni giro avanza di una distanza pari al passo della vite finché arrivata in cima non viene scaricata in un serbatoio di immagazzinamento.
L'energia necessaria alla rotazione può essere fornita dalla rotazione di una maniglia, da animali, da eliche di mulini a vento o da un trattore agricolo. Poiché la capacità di sollevamento è limitata dalla lunghezza del dispositivo, spesso vengono utilizzate più viti che lavorano in serie sollevando l'acqua su livelli successivi.
Il contatto tra la vite ed il tubo non deve necessariamente essere a tenuta stagna, poiché la quantità di acqua sollevata ad ogni giro è elevata rispetto alle possibili perdite. Inoltre l'acqua filtrata da un passo finisce nel passo inferiore che la risolleva e così via, contenendo la perdita di efficienza complessiva.
Esistono anche varianti della vite di Archimede in posizione orizzontale, utilizzate ad esempio per movimentare materiali granulari. La vite di Archimede è stata anche utilizzata per stabilizzare la Torre di Pisa.

### Come macchina motrice

Funzionamento della vite di Archimede come macchina motrice.

La vite di Archimede può venir utilizzata anche in forma di macchina motrice, per trasformare l'energia potenziale di un liquido in energia meccanica, in maniera simile a quanto fatto con la ruota idraulica. Il massimo rendimento è di circa 85% . In tale forma un rotore tubolare, con saldata una vite senza fine, ruota in un contenitore metallico tubolare chiamato "trogolo". Il liquido scorre nella turbina e, per gravità, spinge la spirale, che ha funzione di pala, facendo ruotare la turbina sul suo asse. Si tratta perciò di una turbina a gravità, in cui la pressione idrostatica generata dal volume d'acqua nei vani genera il movimento. Ciò consente a questa tipologia di turbine di operare senza necessità di essere intubate, ma utilizzando ad esempio corsi d’acqua a pelo libero. L‘acqua fluisce liberamente dall'imbocco a monte fino allo scarico a valle. In centrali idroelettriche di bassa potenza (piccolo idroelettrico) il movimento rotatorio della turbina, alimentato da un flusso d'acqua, viene trasformato in energia elettrica attraverso l'applicazione in serie, di un moltiplicatore e di un alternatore.

## Galleria d'immagini

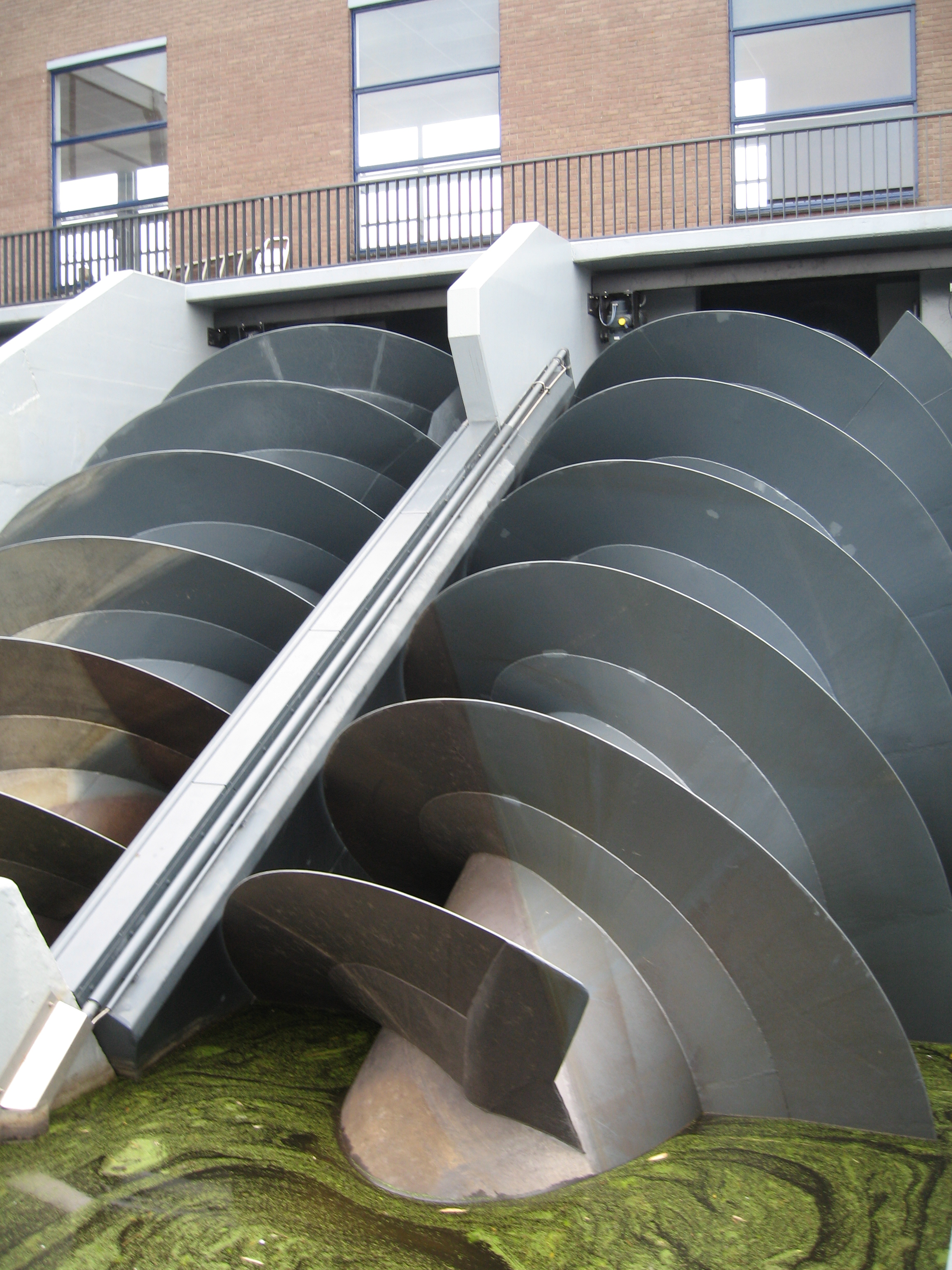
Viti di Archimede impiegate per drenare i polder, a Kinderdijk nei Paesi Bassi.
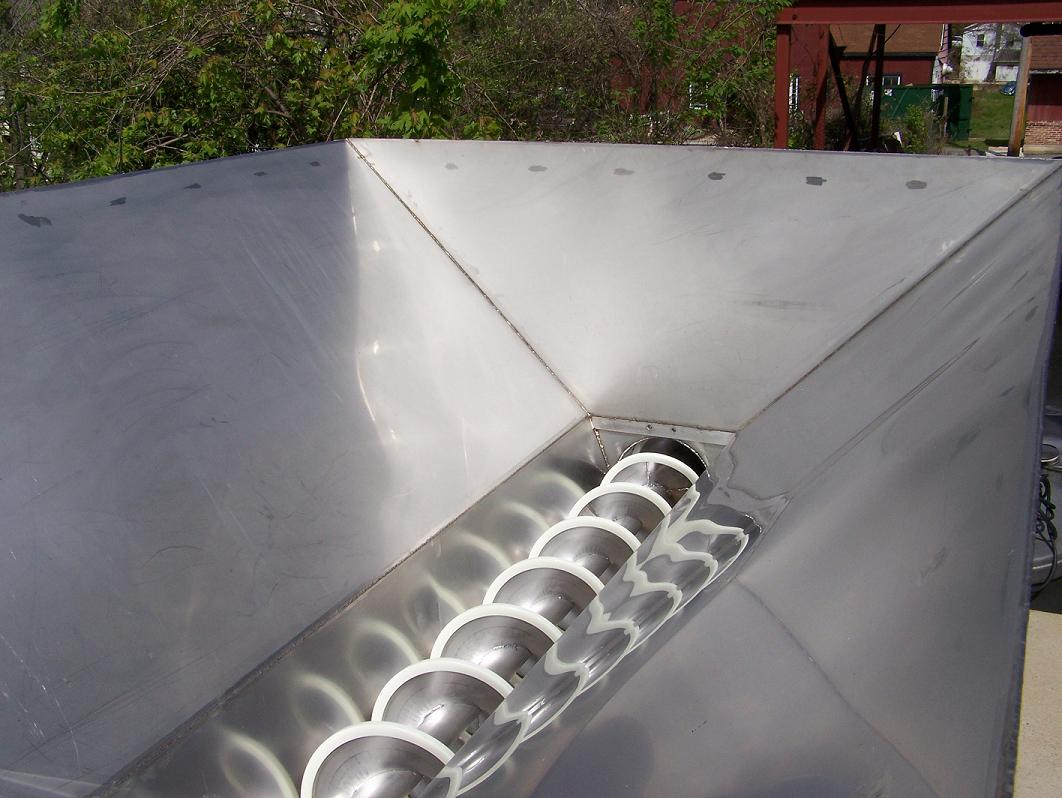
Vite di Archimede in configurazione orizzontale, utilizzata in un impianto per la produzione vinicola.
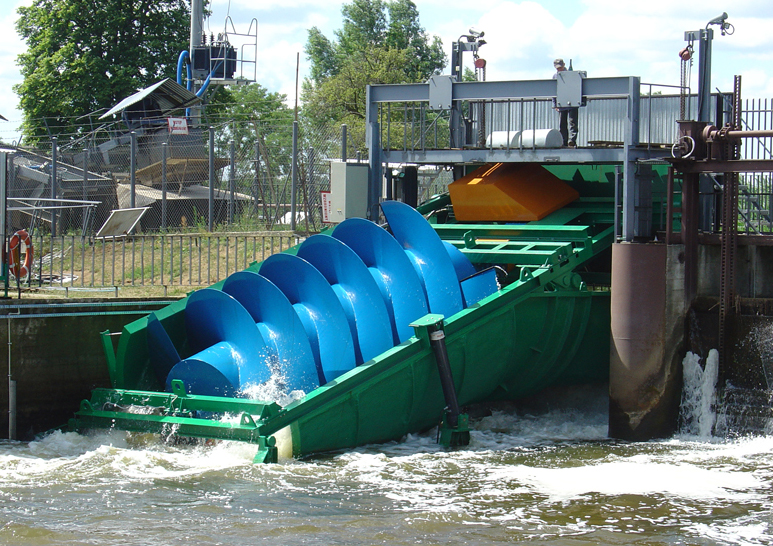
Una turbine a vite in una centrale idroelettrica di bassa potenza a Goryn, in Polonia.
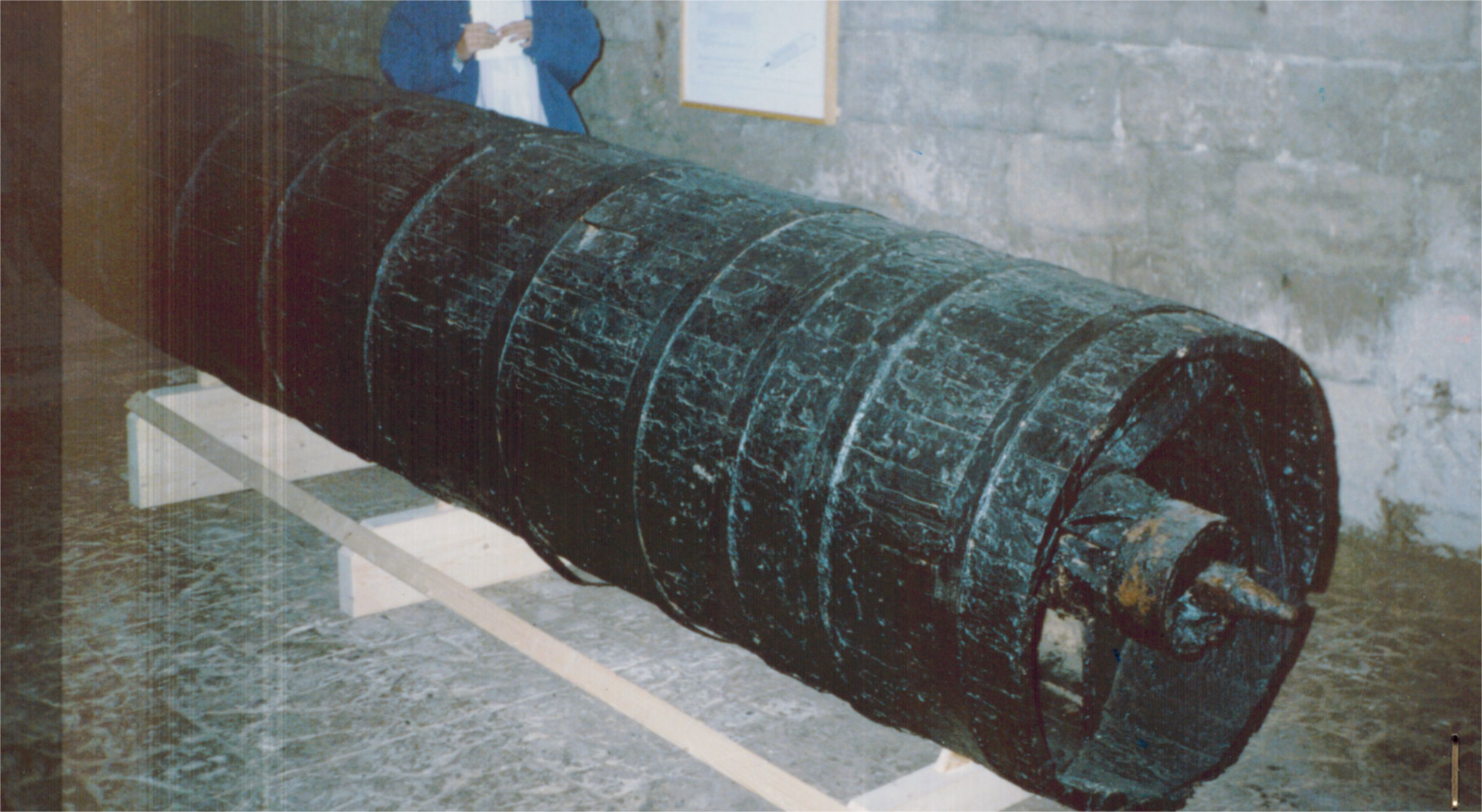
Museo del sale presso Trapani e Paceco, antica spira di Archimede